# Paul Adolph (Politiker)
Johann Paul Walther Adolph (* 29. Februar 1840 in Thorn; † 10. August 1914 in Hildesheim) war ein deutscher Jurist, Politiker, Oberbürgermeister von Frankfurt an der Oder und Mitglied des Preußischen Herrenhauses.

## Leben
Adolph wurde 1840 als Sohn eines Kaufmanns geboren und studierte nach dem Besuch des Gymnasiums in Thorn Kameralwissenschaft und Rechtswissenschaften an den Universitäten in Leipzig, Bern und Berlin. 1860 wurde er Mitglied der Burschenschaft Wartburg Leipzig und 1862 Mitglied der Leipziger Burschenschaft Germania. Nach seinem Studium trat Adolph 1862 in den Staatsdienst, wurde 1863 zum Dr. iur. promoviert und war zuerst am Kreisgericht in Thorn, dann als Kreisrichter in Gollub tätig. Ab 1869 war er Besoldeter Stadtrat in Frankfurt an der Oder, wo er 1876 zum Zweiten Bürgermeister und ab 1895 zum Oberbürgermeister aufstieg.
Manches von ihm schon vorab geplante Projekt wie die Oderbrücke (Einweihung 1895), die Errichtung der Baugewerkschule (Einweihung 1899, heute Otto-Brenner-Gymnasium) und vor allem die Errichtung des Elektrizitätswerkes und der Einführung der Straßenbahn (1896), des Krankenhauses (Einweihung 1901, heute „Stadthaus“ der Stadtverwaltung) und Neubau der Kaiserlichen Oberpostdirektion (Eröffnung: 1902) kamen zum Abschluss.
1902 wurde er Geheimer Regierungsrat. Er war von 1895 bis 1903 Mitglied im Preußischen Herrenhaus. Nach seiner Pensionierung 1903 wurde er Ehrenbürger der Stadt Frankfurt an der Oder. Ab 1908 lebte er bis zu seinem Tod in Hildesheim.